# Напольне Сюрбеєво
Напо́льне Сюрбе́єво (рос. Напольное Сюрбеево, чув. Хурăнай) — присілок у складі Комсомольського району Чувашії, Росія. Входить до складу Сюрбей-Токаєвського сільського поселення.
Населення — 157 осіб (2010; 157 у 2002).
Національний склад:
- чуваші — 94 %